# Пичугин, Дмитрий Николаевич
Дмитрий Николаевич Пичугин (9 ноября 1904 — 11 апреля 1947) — советский офицер-пехотинец и фронтовой разведчик в годы Великой Отечественной войны, Герой Советского Союза (24 марта 1945). Старший лейтенант.

## Биография
Дмитрий Пичугин родился 9 ноября 1904 года в селе Вьюны (ныне — Колыванский район Новосибирской области). В 1920—1922 годах проходил службу в Рабоче-крестьянской Красной Армии. Демобилизовавшись, окончил девять классов школы и Новосибирскую совпартшколу. Работал в комсомольских органах Новосибирска. В 1927—1930 и 1939—1940 годах вновь проходил службу в Рабоче-крестьянской Красной Армии, участвовал в боях советско-финской войны. С 1936 года работал в системе Госкино в Киргизской ССР.
В 1941 году Пичугин в четвёртый раз был призван в армию. С июля того же года — на фронтах Великой Отечественной войны. В 1941—1942 годах служил в составе 1266-го стрелкового полка 385-й стрелковой дивизии, которая формировалась в Киргизской ССР и прибыла на Западный фронт в феврале 1942 года. В 1943—1944 годах воевал в 618-м стрелковом полку 215-й стрелковой дивизии (Западный фронт), в феврале 1944 года убыл в госпиталь по болезни. Был четырежды ранен.
К июню 1944 года лейтенант Дмитрий Пичугин командовал разведвзводом 44-го стрелкового полка 42-й стрелковой дивизии 49-й армии 2-го Белорусского фронта. Отличился во время освобождения Могилёвской области Белорусской ССР.
26 июня 1944 года взвод Пичугина переправился через Днепр в районе деревни Добрейка Шкловского района и провёл разведку вражеской обороны на его западном берегу, после чего успешно провёл разведку боем, захватив важных пленных и доставив их командованию. 28 июня 1944 года Пичугин во главе разведывательной группы на шоссе Могилёв-Шклов уничтожил три вражеских автомашины с вражескими солдатами и захватил офицера с важными документами, после чего доставил их командованию. В том бою Пичугин и всё его товарищи получили ранения. Во время отхода группа Пичугина оказалась в окружении, но была спасена подоспевшим подкреплением.
Указом Президиума Верховного Совета СССР от 24 марта 1945 года за «образцовое выполнение боевых заданий командования на фронте борьбы с германским фашизмом и проявленные при этом отвагу и геройство» лейтенант Дмитрий Пичугин был удостоен высокого звания Героя Советского Союза с вручением ордена Ленина и медали «Золотая Звезда» за номером 5417.
В январе 1946 года в звании старшего лейтенанта Пичугин был уволен в запас. Проживал и работал в городе Ош Киргизской ССР. Скоропостижно умер 11 апреля 1947 года, похоронен в Оше.
Награждён орденами Ленина (24.03.1945), Отечественной войны 2-й степени (2.07.1944), Красной Звезды, медалями «За отвагу» (7.10.1943), «За боевые заслуги» (6.05.1943), другими.

## Память
В честь Пичугина названы улица в Оше, парк в Колывани, ДК в Новосибирске, установлен памятник в Оше.